# 平成14年度全国高等学校総合体育大会
平成14年度全国高等学校総合体育大会（へいせい14ねんどぜんこくこうとうがっこうそうごうたいいくたいかい）は、2002年（平成14年）8月から2003年（平成15年）2月にかけて行われた全国高等学校総合体育大会である。
実施32競技のうち、28競技による夏季大会が2002年8月1日 - 8月20日を開催期間として茨城県で、冬季大会の4競技が競技種目ごとに下記開催地および開催期間にてそれぞれ実施された。

## 夏季大会
夏季大会は、2002年（平成14年）8月1日から同年8月20日まで茨城県で開催された。大会愛称は2002年茨城総体、大会スローガンは「競え友よ 熱き力を 茨城で」。総合開会式は8月1日に皇太子・同妃雅子夫妻を迎え笠松運動公園陸上競技場で行われた。

### 概要
- 主催 - 財団法人全国高等学校体育連盟、茨城県、茨城県教育委員会、関係競技種目別全国統轄団体、茨城県会場地市町村、茨城県会場地市町村教育委員会
- 後援 - 文部科学省、財団法人日本体育協会、日本放送協会（NHK）、財団法人茨城県体育協会 他
- 主管 - 全国高等学校体育連盟競技種目別専門部、茨城県高等学校体育連盟 他
- 延べ参加者等数 - 1,011,389人
  - 選手・監督：166,064人
  - 競技役員：24,451人
  - 運営役員：19,178人
  - 競技・運営補助員等：76,893人
  - 総合開会式出演者：5,432人
  - 総合開会式一般観覧者：7,493人
  - 招待者・視察者：27,100人
  - 協力者等（総合開会式）：2,524人
  - 協力者等（会場地市町村）：11,887人
  - 報道関係者：4,811人
  - 各競技会場観覧者：630,196人
  - その他：35,360人
- 開催競技種目 - 28競技（男子27競技、女子22競技）

## 冬季大会

### ラグビーフットボール大会
ラグビーフットボール大会は、第82回全国高等学校ラグビーフットボール大会として2002年12月27日 - 2003年1月7日に大阪府東大阪市の花園ラグビー場、花園中央公園多目的球技広場で開催された。